# Dedni Vrh pri Vojniku
Dedni Vrh pri Vojniku je naselje v Občini Vojnik. Ustanovljeno je bilo leta 2000 iz dela ozemlja naselij Ilovca, Frankolovo in Rove. Leta 2015 je imelo 13 prebivalcev.